# 托马斯·比斯特伦
托马斯·比斯特伦（瑞典語：Thomas Byström，1893年11月27日—1979年7月22日），瑞典男子马术运动员。他曾代表瑞典参加1932年夏季奥林匹克运动会马术比赛，获得团体盛装舞步赛银牌。